# Sarıbelen, Kaş
Sarıbelen là một xã thuộc huyện Kaş, tỉnh Antalya, Thổ Nhĩ Kỳ. Dân số thời điểm năm 2011 là 937 người.